# Puente Wadi Abdoun
El Puente Wadi Abdoun (en árabe: جسر عبدون) es un puente en Amán, Jordania. Es el único puente atirantado en el país, que atraviesa el Wadi Abdoun. La construcción del puente comenzó el 14 de diciembre de 2002 y fue inaugurado el 14 de diciembre de 2006. 
El puente cuenta con tres torres en forma de Y para hacer dos tramos principales iguales de 134 metros de longitud. Tiene una curva en S para ayudar en la conexión a las vías adyacentes. El diseñador estructural, Dar Al-Handasah, ganó un premio de recomendación en 2007 de la Institución de Ingenieros Estructurales por este puente.